# تایشیر
تایشیر (به لاتین: Taishir) یک منطقهٔ مسکونی در مغولستان است که در استان گاوی-آلتای واقع شده‌است. تایشیر ۳٬۹۱۳ کیلومتر مربع مساحت دارد.